# Johann Gerhard Pagendarm
Johann Gerhard Pagendarm (* 2. Dezember 1681 in Lübeck; † 23. Mai 1754 in Jena) war ein deutscher evangelischer Theologe.

## Leben
Johann Gerhard Pagendarm war der Sohn des Kirchenmusikers Johann Jacob Pagendarm (1647–1706) und entstammte einer bekannten Familie, die aus Westfalen stammte. Sein Bruder Hermann Heinrich Pagendarm (1674–1749) wurde später Geistlicher. Er besuchte das Katharineum zu Lübeck, wo er bereits erste Male disputierte, auch öffentlich. 1701 bezog er die Universität Wittenberg. Dort studierte er Theologie bei Johann Deutschmann, Caspar Löscher, Gottlieb Wernsdorf dem Älteren und Johann Georg Neumann; Philosophie, Geschichte und Alte Sprachen studierte er bei Konrad Samuel Schurzfleisch, Johann Christoph Wichmannshausen, Georg Friedrich Schröer, Johann Wilhelm von Berger und weiteren. Auch die Rechtswissenschaften hörte er.
Bei seinem Bruder Hermann Heinrich, der zu dieser Zeit in Wittenberg dozierte, disputierte Pagendarm mehrere Male. 1703 verteidigte er seine Dissertation namens de existentia spectrorum, wodurch er zum Magister ernannt wurde. de Minerva victrice, eine Schrift über Dogmatik und Philologie, verteidigte er 1703 und 1704, wodurch er auch Vorlesungen halten durfte.
Das Studium wurde durch Pagendarms Eltern unterstützt, doch verstarb der Vater 1706. Er wurde Hauslehrer des Moritz Wilhelm von Merseburg in Dresden. Weil er dort mit Beifall predigte, wurde er 1708 zum Frühprediger an Sonn- und Festtagen an die Margarethenkirche auf der Vesten, die untere Kapelle der Nürnberger Burg, berufen. Im März 1713 wurde er von Gräfin Franziska Barbara zum Hof- und Stadtkaplan in Wilhermsdorf berufen. In seine Amtszeit fiel 1714 die Einweihung der neuen Stadtkirche. Dort schrieb er Entwurf der nothwendigsten Stücke und Eigenschaften, die zu einem wahren Christen gehören, eine asketische Schrift, weil er die Wilhermsdorfer Gemeinde als sehr roh empfand. Zugleich wurde er als Vikar zu Neidhardswinden, Aurach und Schaumburg eingesetzt.
Pagendarm bekleidete seit 1714 das Amt des Konsistorialrats und Mitinspektors für die Schulen Wilhermsdorfs. 1719 wurde er als Pastor nach Paschkerwitz im schlesischen Fürstentum Oels (heute Gemeinde Długołęka) berufen. Dort beauftragte ihn das Oberkonsistorium, ein jüdisches Gebetbuch auf von der evangelischen und römisch-katholischen Kirche anstößig zu empfindende Passagen zu untersuchen und diese zu entfernen. Dies führte ihn in Streitereien.
1730 wurde Pagendarm aus dem Amte freiwillig entlassen und ging zunächst nach Hannover und von dort nach Jena, um Mathematik zu studieren. Er glaubte, dies sei förderlich für eine Anstellung bei seinem in London lebenden Onkel, dem hansischen Gesandten Johann Gerhard von Hopman. Seine Frau aber brachte ihn von diesem Vorhaben ab. Daher blieb er an der Universität Jena, verteidigte dort im genannten Jahr seine Dissertation namens De codice Judaeorum Oelsnensi, ex parte adhuc superstite und habilitierte sich so. Danach hielt er in Jena Vorlesungen über Theologie, Geschichte und auch Geographie. 1744 wurde er Leiter der Jenaer Stadtschule. Im darauffolgenden Jahr verteidigte er de hebdomatibus Danielis, wodurch er als Adjunkt der Fakultät für Philosophie eingesetzt wurde.
72-jährig verstarb Pagendarm 1754 in Jena.

## Wirken
Pagendarm verfasste 15 eigenständige Schriften, daneben auch Beiträge zu Zeitschriften. Ferner schrieb er Gelegenheitsgedichte auf Deutsch, Latein und Griechisch, außerdem Trauerreden, Glückwunschschreiben und Schulreden. Seine Dissertationen theologischen und philosophischen Inhaltes gelten als gründlich und kenntnisreich. Heinrich Döring hebt Pagendarms Werke de hebdomatibus Danielis und de lingua Romanorum rustica hervor.

## Werke
- Diss. prior de Minverva victrice (Wittenberg 1703)
- Diss. posterior de Minverva victrice (Wittenberg 1704)
- Entwurf der nothwendigsten Stücke und Eigenschaften, die zu einem wahren Christen gehören (Wilhermsdorf 1713)
- Leichenpredigt auf die Gedächtniß-Solemnien einer hohen adlichen Person, Herrn Sylvius von Frankenberg und Ludwigsdorf, Rath des Herzogs von Württemberg-Oels und Senior provincialis (Breslau 1726)
- Epistola de terra Paschkervicensi (Vratisl. 1728)
- Disp. de codice Judaeorum Olsnensium ebraeo ex parte adhuc superstite (Jena 1730, Digitalisat, SLUB)
- Triga meditatorum criticorum
- Disp. de Carolo IV Rom. Imper. inter aureae Bullae ejusdem latinae scriptores potissimum referendo (Jena 1734)
- Neumayer’s Reisebeschreibung des Herzogs Johann Ernst des Jüngern zu Weimar. Neue Ausgabe mit Anmerkungen (Jena 1734)
- Diss. de lingua Romanorum rustica (Jena 1735)
- Progr. quibus Scholae Jenens. Senatoriae Ministerium etc. de vocatione sua ad Rectoris munus nuperrime facta, certiores facit, simulque praecipue de scholis recutitorum, ac quae apud ipsorum majores floruerunt, synagogis sibi loco invicem conjunctis, nisi contiguis, paullo curatius disserit (Jena 1744)
- Diss. de hebdomatibus Danielis (Jena 1745)
- Literae minus aculeatae ad quatuor juvenes politiss., qui Scholae Jenens. Senat. ultimum vale dixerunt, ubi nonnulla de quatuor viris, Aristippo, Cicerone, Plinio et Bernhardo, Abbate Clarevallensi (Jena 1746, Digitalisat, SLUB)
- Litterae ligatae atque […] Schrammianis de Manibus (Jena 1747)
- Progr. ad orationem valed. Chr. Phoeni, Alumni, in quo agitur de Scholae Jenens. Senat. forma Jena 1748